# Браила, Владимир Леонидович
Влади́мир Леони́дович Браи́ла (укр. Володимир Леонідович Браїла; род. 21 августа 1978, Кривой Рог, Днепропетровская область) — украинский футболист.

## Биография
Начал выступать в любительских командах — криворожских «Кривбасс-2» и «Строитель», «Спортинвест». В 1995 году выступал за киевское «Динамо-2». Летом 1996 года перешёл в винницкую «Ниву». В Высшей лиге Украины дебютировал 24 июля 1996 года в выездном матче против днепропетровского «Днепра» (4:0), Браила вышел на 58 минуте вместо Дмитрия Лелюка. Также провёл одну игру в Кубке Украины за фарм-клуб винничан —бершадскую «Ниву». После играл в любительском днепропетровском «Локомотиве».
С 1997 года по 2001 года выступал за мариупольский «Металлург», в 1998 году играл за макеевский «Шахтёр». Затем играл за симферопольские «Таврию» и «Динамо». В 2004 году играл за полтавскую «Ворскла-Нефтегаз», а после за «Динамо-ИгроСервис», «Крымтеплицу» и «Александрию». Летом 2006 года перешёл в ужгородское «Закарпатье».

## Достижения
- Победитель Первой лиге Украины (1): 2008/09
- Серебряный призёр Первой лиге Украины (1): 2006/07
- Победитель Второй лиге Украины (1): 2003/04
- Серебряный призёр Второй лиге Украины (1): 2005/06